# Barbara Morgan (fotógrafa)
Barbara Morgan (Búfalo, 8 de julio de 1900-Sleepy Hollow, 17 de agosto de 1992) fue una fotógrafa estadounidense conocida por sus reproducciones de la danza contemporánea. Fue cofundadora de la revista de fotografía Aperture.
Morgan es conocida en el mundo del arte y la danza por sus estudios de los bailarines modernos estadounidenses Martha Graham, Merce Cunningham, Erick Hawkins, José Limón, Doris Humphrey, Charles Weidman, entre otros. Los dibujos, grabados, acuarelas y pinturas de Morgan fueron expuestos ampliamente en California, en la década de 1920 y en Nueva York y Filadelfia en la década de 1930.

## Biografía y formación
Barbara Brooks Johnson nació el 8 de julio de 1900 en Buffalo, Kansas. Su familia se trasladó a la costa oeste ese mismo año y se instaló en un rancho de melocotoneros en el sur de California, donde ella creció.
Su formación artística en Universidad de California en Los Ángeles (UCLA), de 1919 a 1923, se basó en los principios de la "síntesis" del arte de Arthur Wesley Dow. El diseño abstracto se enseñaba en paralelo al dibujo y la pintura figurativa. La historia del arte se explicaba con un énfasis significativo en las tradiciones artísticas primitivas, asiáticas y europeas. En su etapa de estudiante, Johnson aprendió a través de la lectura de Los seis cánones de la pintura china, sobre la “vitalidad rítmica”, o esencia de la fuerza vital, descrita como el objetivo de expresión del artista. Este concepto estaba directamente relacionado con la enseñanza recibida de su padre de que todas las cosas están compuestas por “átomos danzantes”, una filosofía por la que se guio toda su vida artística.
Johnson se incorporó a la facultad de UCLA en 1925 y se convirtió en una defensora del arte moderno cuando muchos de sus colegas se orientaban hacia un arte más tradicional; y expuso sus dibujos, grabados y acuarelas por toda California. En 1929, el crítico de Los Angeles Times, Arthur Miller, consideró su trabajo “Uno de los mejores conjuntos de grabados de la muestra es el de Barbara Morgan, y posiblemente sean las obras más abstractas aquí (...) La señorita Morgan lo sirve con una salsa estética que no se produce en una cocina casual. Se ha vuelto tan abstracta que la vemos tomando notas de Kandinsky, el arco abstraccionista de todos ellos". En ese mismo año, Prudence Wollet, en ese mismo periódico, escribía: "Para lograr una independencia absoluta, Barbara Morgan se ha tomado una gran libertad hasta la fecha... Sostengo que vale la pena seguir a esta experimentadora".
En 1925, Barbara Johnson se casó con Willard D. Morgan, un escritor que ilustraba sus artículos con sus fotografías, y tuvo dos hijos, Douglas O. Morgan, quien más tarde se casaría con la fotógrafa Liliane de Cock, y Lloyd B. Morgan.
Barbara ayudó a Willard a fotografiar la arquitectura moderna de Frank Lloyd Wright y Richard Neutra, incluida una documentación completa del edificio de Lovell House. Willard supo ver la importancia de la fotografía como el verdadero arte moderno del siglo XX. Barbara continuó pintando, considerando que la fotografía era "útil solo como registro". En 1927, organizó una exposición junto con su colega Annita Delano sobre el trabajo del fotógrafo Edward Weston en la Galería UCLA. Las ricas y brillantes impresiones de Weston sobre temas californianos y mexicanos le “llamaron la atención” cuando estaba preparando esta muestra, aunque las encontraba “demasiado estáticas para su estilo”.

### Trabajo en el suroeste de EE. UU.

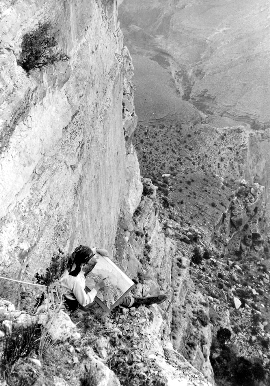
Morgan pintando el Gran Cañón en 1928. Fotografía de Willard Morgan

Cada verano, cuando terminaban las clases, Willard y Barbara cargaban su automóvil con el equipo de pintura y fotografía y se marchaban al desierto. Barbara pintaba tanto como podía para las exposiciones de invierno y ayudaba a Willard con las fotos de los artículos. Willard tenía dos Leicas Modelo A, con las que la pareja se fotografiaba mutuamente en ruinas de acantilados, escalando el monumento nacional Puente del Arco Iris o en las mesetas y cañones Hopi. Las fotografías resultantes fueron unas de las primeras imágenes de 35 mm que aparecieron en las revistas estadounidenses ilustrando los artículos de Willard.
La experiencia de Morgan en el suroeste le influyó profundamente. La estratificación del Gran Cañón y de Valle de los Monumentos la puso en contacto con el tiempo geológico; las viviendas de los acantilados de Mesa Verde con la antigüedad de los humanos. Las tribus de los indios Navajo y Pueblo a través de la danza ritual le mostraron su “asociación en el proceso cósmico” y la conectaron con un primigenio universal.

### Trabajo en la ciudad de Nueva York
En respuesta a los artículos ilustrados con la Leica de Willard, E. Leitz, Inc. le ofreció un trabajo para publicitar la nueva cámara de 35 mm, por lo que la pareja se trasladó a la ciudad de Nueva York en el verano de 1930. Después de un año de viaje por el este con Willard, Barbara montó un estudio de grabado en 1931 en la calle 23 frente al Washington Square Park en la ciudad de Nueva York. El impacto de la ciudad, sus masas de gente, el tráfico, los edificios y la zona este, fueron el contrapunto de sus recuerdos del suroeste. A partir de este trabajo, surgieron formas simbólicas y comenzó a pintar de manera más abstracta, exponiendo su nuevo trabajo en una muestra individual en la Galería Mellon de Filadelfia.
Mientras Barbara estudiaba en UCLA, Albert C. Barnes le ofreció una beca, por lo que ella aprovechó un viaje por el este para visitar su colección de arte en Merion, Pensilvania. Posteriormente la Barnes Foundation permitió a Willard y Barbara fotografiar toda su colección, como forma de estudio. Mientras fotografiaba un icono de la fertilidad de Sudán y una máscara totémica de Costa de Marfil, Barbara descubrió que estas esculturas rituales resultaban amenazantes o benignas, simplemente controlando la iluminación. Esta experiencia de dramatización de significados controlables mediante la manipulación de la luz se convirtió en el preludio de su “iluminación psicológica” de las composiciones de danza.
Barbara Morgan estuvo muy implicada en el Congreso de Artistas Estadounidenses desde su creación en 1936 y fue miembro del comité de exposiciones durante la presidencia del Congreso de Stuart Davis entre 1937 y 1939.

### Fotografía

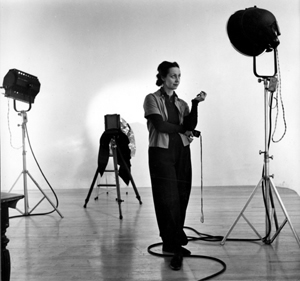
Morgan en su estudio, 1941

Con dos hijos pequeños, Douglas nacido en 1932 y Lloyd en 1935, Barbara buscó una forma viable de compaginar su papel de madre y artista. Abandonar la pintura en favor de la fotografía parecía algo extremo, excepto por dos razones; la primera por el surgimiento de una idea para un futuro libro, y la segunda, por el hecho de que la fotografía no requería las horas ininterrumpidas de luz diurna que necesitaba para la pintura, y podría trabajar de noche en un laboratorio. Aunque Barbara había expuesto miles de imágenes, no se consideraba fotógrafa porque todavía no había completado un ciclo de revelado e impresión de su propia obra. Por lo tanto, instaló un nuevo estudio con un laboratorio en el número 10 de la calle 23 Este, con vistas a Madison Square, y comenzó a experimentar con los aspectos técnicos y de laboratorio de la fotografía en 1931. Barbara aprendió a procesar con Willard y se esforzó para cubrir otras lagunas de su técnica, principalmente con la cámara gráfica de velocidad 4x5 y Leica con todos sus objetivos. Trabajó con Harold Harvey mientras él perfeccionaba su Revelador de grano fino de reposición para todas las temperaturas 777. Durante esta época comenzó a explorar el fotomontaje.
Morgan fue uno de los primeros miembros de la Photo League en Nueva York. Sus fotografías formaron parte de la exposición de la Liga "This Is the Photo League" en 1949 El patrimonio de Barbara Morgan está representado por Bruce Silverstein Gallery en Nueva York.

### Fotografía y danza
En 1935, Barbara asistió a una actuación de la joven Martha Graham Dance Company. Inmediatamente quedó impresionada por la importancia histórica y social del emergente movimiento de danza moderna estadounidense.
Muchos de los bailarines fotografiados por Morgan están considerados los pioneros de la danza moderna y sus fotografías han quedado como las imágenes definitivas de su arte. Entre ellos están Valerie Bettis, Merce Cunningham, Jane Dudley, Erick Hawkins, Hanya Holm, Doris Humphrey, José Limón, Sophie Maslow, May O'Donnell, Pearl Primus, Anna Sokolow, Helen Tamiris y Charles Weidman. Los críticos Clive Barnes, John Martin, Elizabeth McCausland y Beaumont Newhall han coincidido en señalar la importancia de la obra de Morgan.
Graham y Morgan desarrollaron una relación que duraría unos sesenta años. Su correspondencia atestigua su afecto, confianza y respeto mutuo. En 1980, Graham declaró:
"Es raro que un fotógrafo inspirado posea el ojo demoníaco capaz de captar el instante de la danza y transformarlo en un gesto intemporal. En Barbara Morgan encontré a esa persona. Al mirar estas fotografías hoy, me siento, como me sentí cuando las vi por primera vez, privilegiada por haber formado parte de esta colaboración. Porque para mí, Barbara Morgan, a través de su arte, revela el paisaje interior que es el mundo de un bailarín”.
En 1945, con el patrocinio de la National Gallery y el Departamento de Estado, Morgan montó la exposición La Danza Moderna Norte-Americana: Fotografias de Barbara Morgan - 44 ampliaciones montadas en panel, expuestas primero en el Museo de Arte Moderno de Nueva York, y luego en una gira por Sudamérica.

### Fotomontaje y dibujo de luz

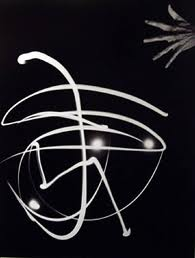
Energía pura y hombre neurótico (1940)

En su búsqueda continua e indagación de la fotografía, Morgan “comenzó a sentir el carácter penetrante y vibratorio de la energía de la luz como compañera de la energía física y espiritual de la danza y como el motor principal del proceso fotográfico. "De repente, decidí presentar mis respetos a la luz y crear un diseño de luz rítmico para el cordal del libro". Lo que fue el comienzo de sus dibujos de luz gestuales con una cámara con obturador abierto en la oscuridad de su estudio. 
Aunque el fotomontaje se practicaba con entusiasmo en Europa y América Latina en las décadas de 1930 y 1940, seguía siendo ajeno a la fotografía estadounidense y bastante menospreciado. El conocimiento que Morgan tenía de las vanguardias europeas y su amistad con Lucia y László Moholy-Nagy fomentaron su interés por el montaje. Le llamaba especialmente la atención cómo el género podía captar la multiplicidad de la vida moderna estadounidense. Trabajó con temas de interés social en entornos naturales y construidos.

### Summer's Childreny diseño de libros
A lo largo de los años, el interés que sentía por el crecimiento de los niños inspiró muchos de sus trabajos en campamentos infantiles, escuelas y universidades, todos estos proyectos culminaron en el libro Summer's Children (1951). Beaumont Newhall, de George Eastman House, elogió la obra afirmando: “Sus delicadas fotografías, hábilmente intercaladas con palabras, capturan el mundo de la juventud con cordialidad y ternura, humor y simpatía. Summer's Children es una interpretación conmovedora del mágico mundo de la juventud".
Morgan también diseñó y editó fotográficamente El mundo de Albert Schweitzer, de Erica Anderson (Harper & Brothers, 1955), y realizó las fotografías para Art in Wood de Prestini, para Pocohontas Press en 1950.

### Colegio Black Mountain
En 1943, a petición de Josef Albers, Barbara Morgan envió 24 fotografías para una exposición en Black Mountain College como complemento a una conferencia que ella impartía sobre fotografía. Al año siguiente, Morgan se incorporó al profesorado de la facultad de Art Summer Institute durante una semana en el año de su inauguración (1944) con Walter Gropius y Josef Albers y Anni Albers, entre otros. Durante esta sesión, Morgan dio una conferencia a toda la comunidad universitaria sobre "el papel de la luz en la fotografía". No impartió una clase de laboratorio, sino que utilizó un taller al aire libre enfatizando la estética por encima de la técnica.

### Contribuciones
Tanto la vida como el arte de Morgan estaban cargados de una profunda energía y determinación. “No soy solo una 'fotógrafa' o una 'pintora'”, afirmó, “sino un ser humano con conciencia visual que busca formas de comunicar las intensidades de la vida”. Poseía una capacidad innata para establecer relaciones estrechas y amistades duraderas con algunas de las mentes más creativas de su tiempo. Intercambió cartas con Edward Weston, Gordon Parks, Margaret Mead, Richard Buckminster Fuller, Joseph Campbell, William Carlos Williams, Dorthea Lange, Stuart Davis, Richard Neutra y Charles Sheeler, entre muchos otros. Era amiga de confianza de Berenice Abbott, Wynn Bullock, Minor White, Ansel Adams y Nancy y Beaumont Newhall. En 1952, Morgan fundó Aperture Magazine con Adams, Lange, White y Newhalls. Edward Steichen incluyó su obra en la gira mundial The Family of Man del Museo de Arte Moderno (MoMA), que revisó para un número de Aperture dedicado al espectáculo.
Morgan expuso ampliamente, incluyendo una segunda exposición individual en el MoMA de Nueva York, y dio conferencias durante casi cinco décadas. Fue instructora invitada de los talleres de Ansel Adams Yosemite en 1970 y 1971. Sus numerosos artículos en revistas, sus comentarios sobre arte y fotografía y su voluminosa y animada correspondencia aún no se han estudiado a fondo. El archivo de Morgan se puede encontrar en el Centro para la Fotografía Creativa ubicado en el campus de la Universidad de Arizona en Tucson. “Qué maravilloso es contemplar a una persona que ha desarrollado todas estas capacidades gracias a su práctica de vivir como un ser integro”, escribió Minor White en la introducción de un número de 1964 de Aperture dedicado a su trabajo.
Posteriormente, Morgan reanudó su trabajo de dibujo, acuarela y pintura, y continuó trabajando hasta los años setenta.

## Obras publicadas
- Martha Graham: Dieciséis danzas en fotografías (Primera edición 194, Duell, Sloan y Pearce).
- Summer's Children (Primera edición 1951, Morgan y Morgan).
- Barbara Morgan-Una monografía de Morgan & Morgan (1972).
- Barbara Morgan: Fotomontaje (1980, Morgan y Morgan).

## Premios y reconocimientos
- Premio a la trayectoria de la Sociedad Estadounidense de Fotógrafos de Revistas.
- Premio a la trayectoria del Caucus de Mujeres por el Arte (1986).
- Doctorado honorario en Bellas Artes de la Universidad de Marquette, Milwaukee, Wisconsin en 1978.[25]